# Warsaw Open 2010
Il Warsaw Open 2010 è stato un torneo femminile di tennis giocato sulla terra rossa. È stata la 14ª edizione del torneo che fa parte della categoria Premier nell'ambito del WTA Tour 2010. Si è giocato al Legia Tennis Centre di Varsavia, Polonia, dal 17 al 22 maggio 2010.

## Partecipanti

### Teste di serie
| Giocatrice          | Nazionalità | Ranking* | Testa di serie |
| ------------------- | ----------- | -------- | -------------- |
| Caroline Wozniacki  | Danimarca   | 2        | 1              |
| Elena Dement'eva    | Russia      | 6        | 2              |
| Li Na               | Cina        | 13       | 3              |
| Marion Bartoli      | Francia     | 15       | 4              |
| Zheng Jie           | Cina        | 25       | 5              |
| Al'ona Bondarenko   | Ucraina     | 26       | 6              |
| Kateryna Bondarenko | Ucraina     | 32       | 7              |
| Melanie Oudin       | Stati Uniti | 37       | 8              |

- Ranking al 10 maggio 2010.

### Altre partecipanti
Giocatrici che hanno ricevuto una Wild card:
- Marta Domachowska
- Katarzyna Piter

Giocatrici passate dalle qualificazioni:

- Gréta Arn
- Irina Begu
- Bojana Jovanovski
- Cvetana Pironkova

Giocatrici lucky loser:
- Andreja Klepač

## Campionesse

### Singolare
Alexandra Dulgheru ha battuto in finale  Zheng Jie con il punteggio di 6–3, 6–4

### Doppio
Virginia Ruano Pascual /  Meghann Shaughnessy hanno battuto in finale  Cara Black /  Yan Zi con il punteggio di 6–3, 6–4